# وونغ كير-لي
وونغ كير-لي هو سياسي صيني، ولد في 15 أغسطس 1910 في تشوانتشو في الصين، وتوفي في 1 مايو 2004 في هونغ كونغ في الصين. انتخب عضو دائم في اللجنة الوطنية للمؤتمر الاستشاري السياسي للشعب الصيني ‏ خلال فترته النيابية ‏ وانتخب عضو اللجنة الوطنية لجمهورية الصين الشعبية ‏ خلال فترته النيابية ‏.